# Amata limacis
Amata limacis là một loài bướm đêm thuộc phân họ Arctiinae, họ Erebidae.